# 小角副䲁
小角副䲁（學名：Parablennius parvicornis），為輻鰭魚綱鳚形目䲁科副䲁屬的一種，分布於東大西洋茅利塔尼亞至剛果，包括加納利群島、維德角群島、馬德拉群島及亞速群島海域，深度0至1公尺，體長可達12公分，棲息在沿海淺水域，雌魚產附著性卵，雄魚有護卵行為，幼魚為浮游性，生活習性不明。